# 筒石駅
筒石駅（つついしえき）は、新潟県糸魚川市大字仙納（せんのう）字大谷にある、えちごトキめき鉄道日本海ひすいラインの駅である。

## 歴史
北陸本線のもっとも東側の区間は、直江津駅を起点として1911年（明治44年）に起工され、同年7月1日に名立駅まで、そして1912年（大正元年）12月16日に糸魚川駅まで開通した。この糸魚川延長の際に当時の磯部村にも駅が開設されることとなった。
停車場設置にあたっては、磯部村内で筒石地区が積極的な誘致運動を行ったが、当時の村長が隣接の藤崎（とうざき）地区出身であったことから、筒石と藤崎の中間付近に駅を設置し、駅名を筒石とすることになった。
開業翌年の1913年（大正2年）4月1日、青海駅 - 糸魚川駅間の開通に伴って北陸本線が全通し、それまで信越線と呼ばれていた直江津 - 糸魚川間も北陸本線の一部となって、当駅は北陸本線の駅となった。
開業してからは、豊漁になると貨車に魚箱を積み込むために婦人たちが列をなし、また高田方面へ行商に行く人たちで賑わっていた。しかし当初から地すべりに悩まされる駅で、駅構内の線路が変形しホームまで土砂が押し寄せる事態が数度繰り返された。こうした防災上の問題点、線路容量の逼迫から、1963年（昭和38年）6月14日に複線化ルートの調査が開始され、結論として現在線の線増ではなく新線の建設と結論付けられた。
その後の詳細なルート選定に際し、当初筒石駅は付近がトンネルとなるためいずれの案でも廃止となる計画であったが、能生町内では筒石駅がなくなることへの反発が強く、1965年（昭和40年）に入り国鉄は筒石地区から筒石川を遡った仙納地区との境に設置される頸城トンネル筒石斜坑を転用して、筒石駅をトンネル内に設置することを決定、1969年（昭和44年）9月29日に新駅に移転、10月1日付で書類上の貨物営業を廃止し、旅客駅となった。
1984年（昭和59年）2月1日には荷物の取扱を廃止し、1987年（昭和62年）4月1日に国鉄分割民営化が実施されると、北陸本線は西日本旅客鉄道（JR西日本）の所属となり、筒石駅もJR西日本に承継された。1日の乗車客数は20人前後であったが、特殊な立地条件から監視要員を兼ねて、業務委託駅としてジェイアール西日本金沢メンテック（現：JR西日本金沢メンテック）の社員5名が交替で24時間、年中無休で常駐して窓口業務のほか列車到着ごとにホームでの安全確認や乗降客への案内、地上駅舎への連絡を行っていた（JR時代の管理元は糸魚川地域鉄道部）。また、普通列車の到着時は、必ず地上の駅員がホームまで降りて客の乗降に立ち会い、ホームから客が全員退去したことを確認していた。
2015年（平成27年）3月14日、北陸新幹線長野 - 金沢間開業に際して、並行在来線としてこの区間の北陸本線は経営分離され、筒石駅もえちごトキめき鉄道の所属となった。2019年、1日の平均利用客数が20人前後と落ちこんでいることを受け、同年3月16日に無人駅となった。

### 年表
- 1912年（大正元年）12月16日：国有鉄道信越線支線の駅として、名立駅 - 糸魚川駅間延伸時に開業（一般駅）[19]。
  - 旧駅は現糸魚川市藤崎地内に所在した。
- 1913年（大正2年）4月1日：北陸本線所属に変更[20]。
- 1916年（大正5年）9月27日：地滑りにより不通[21]。
- 1934年（昭和9年）2月：筒石駅西方にて地滑り[22]。
- 1969年（昭和44年）
  - 9月29日：北陸本線の複線電化に伴い現在地に移転[23]。
  - 10月1日：貨物の取扱を廃止（旅客駅となる）、能生 - 筒石間は6.4キロメートルから7.5キロメートル、筒石 - 名立間は6.6キロメートルから4.2キロメートルに改キロされる[13]。
- 1984年（昭和59年）2月1日：荷物の取扱を廃止[14]。
- 1987年（昭和62年）4月1日：国鉄分割民営化により西日本旅客鉄道の駅となる[24]。
- 2015年（平成27年）3月14日：北陸新幹線・長野駅 - 金沢駅間延伸開業に伴いえちごトキめき鉄道へ移管[2]。
- 2017年（平成29年）4月1日：ジェイアール西日本金沢メンテックへの委託を解除し、直営化。同時に駅員配置時間が短縮される。[要出典]
- 2019年（平成31年）3月16日：同日より無人駅となる[17]。

## 駅構造

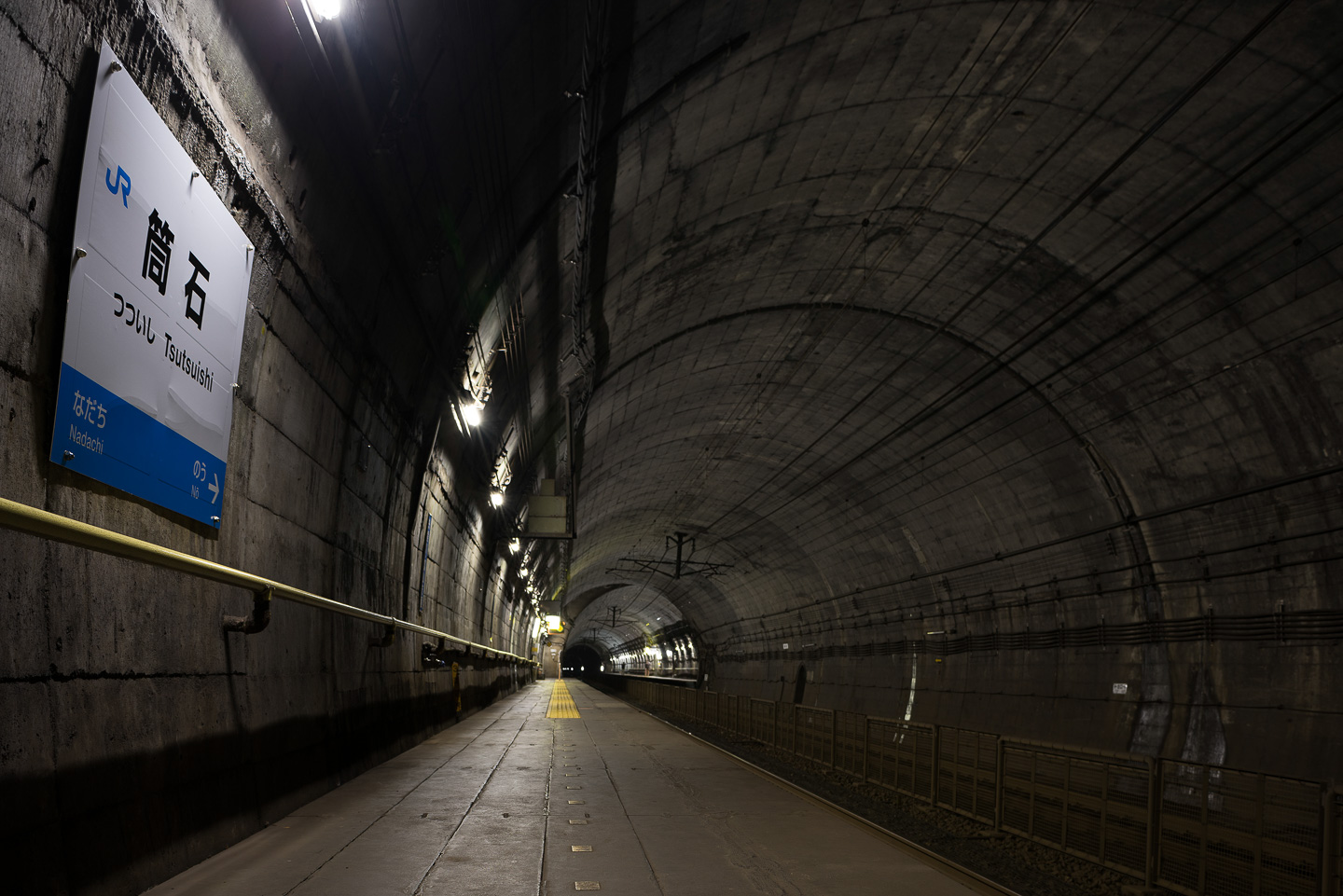
筒石駅上りホーム(JR西日本時代)

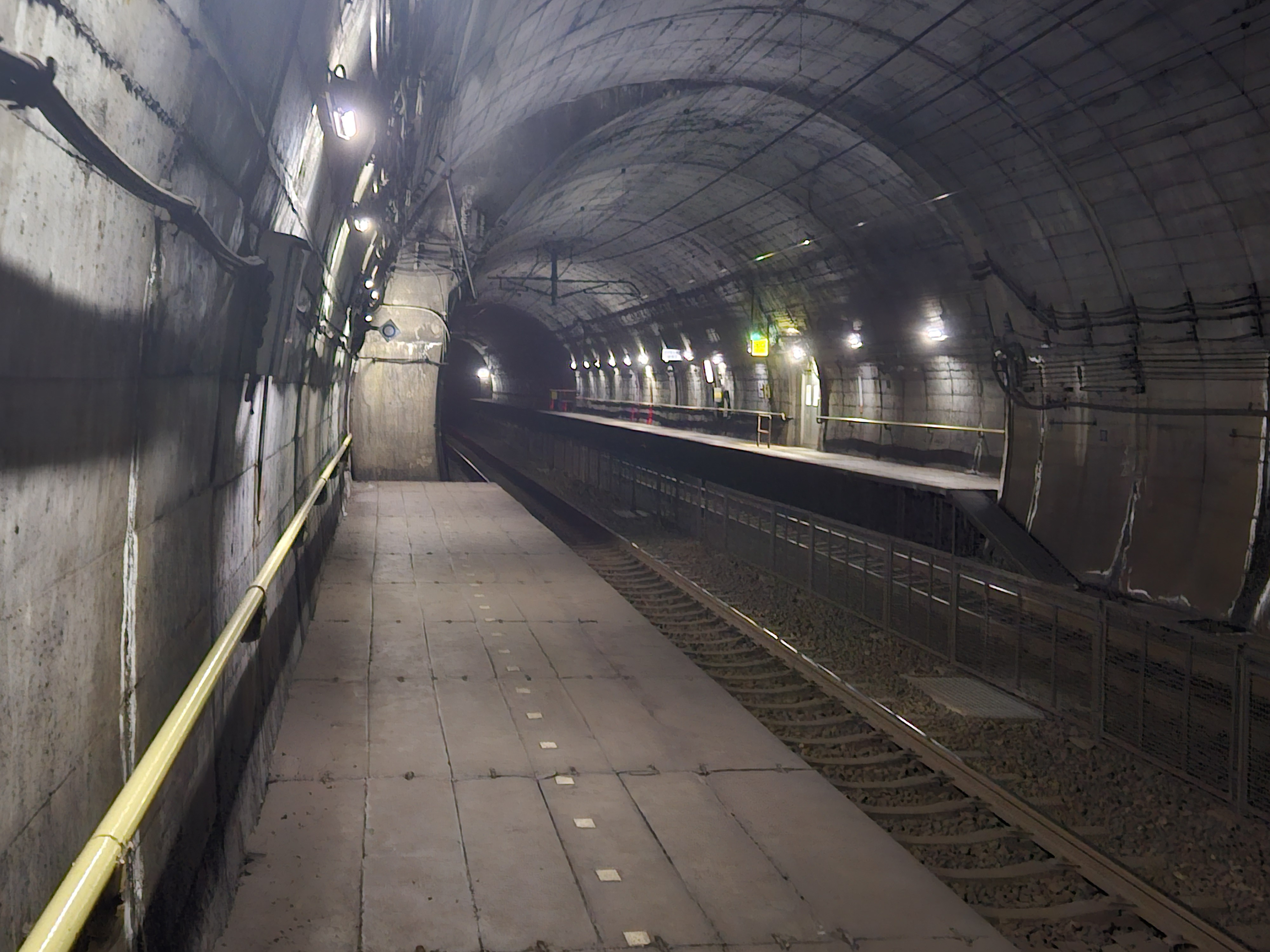
筒石駅の上りホームから下りホームを望む（えちごトキめき鉄道移管後）

駅舎は海抜約60メートルの地点に位置するが、上下線ともホームは全長11,353メートルの頸城トンネル内（海抜約20メートル）にある。駅舎は鉄骨造平屋建て延べ床面積61.6平方メートルである。
トンネルの断面積を抑えながらプラットホームを設置する目的で、ホーム部分はトンネル片側面に幅2メートルの単式ホームを加えた特殊断面とした。これを上下線でずらして互い違いに配置する相対式ホーム（千鳥式ホーム）2面2線である。直江津方面行きのホームが市振寄りに、金沢・富山方面行きのホームが直江津寄りにあり、どちらもホームの長さは140メートルある。分岐器や絶対信号機を持たないため、停留所に分類される。
駅舎の改札口からホームまでは、途中まで建設時の斜坑（筒石斜坑）を活用した階段で降りて行き、途中で上りと下りそれぞれのホームへと分岐している。改札から下りホームまでは290段176メートル、同じく上りホームまでは280段212メートルである。エスカレーターやエレベーターは設置されていない。
列車が通過する際ホームは風穴のようになるため、風圧によって非常に強い風が吹き抜ける。このためホームと通路とは頑丈な引き戸で遮断されており、待合所もこの扉の内側にある。

### のりば
| ホーム | 路線                | 方向 | 行先           |
| ------ | ------------------- | ---- | -------------- |
| 西側   | ■日本海ひすいライン | 下り | 直江津方面     |
| 東側   | ■日本海ひすいライン | 上り | 糸魚川・泊方面 |

- 案内上ののりば番号は設定されていない。

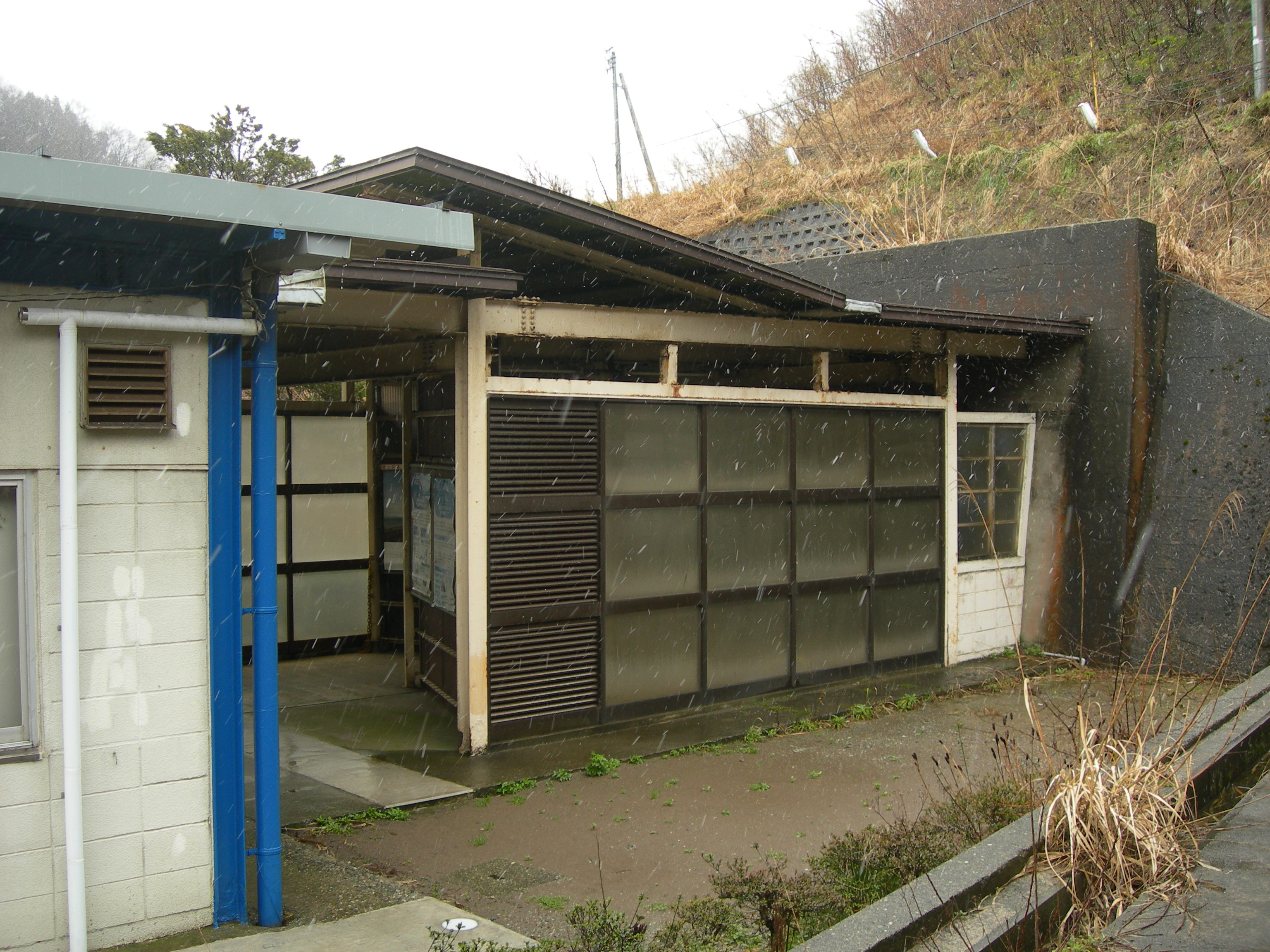
1.駅舎裏の風除け
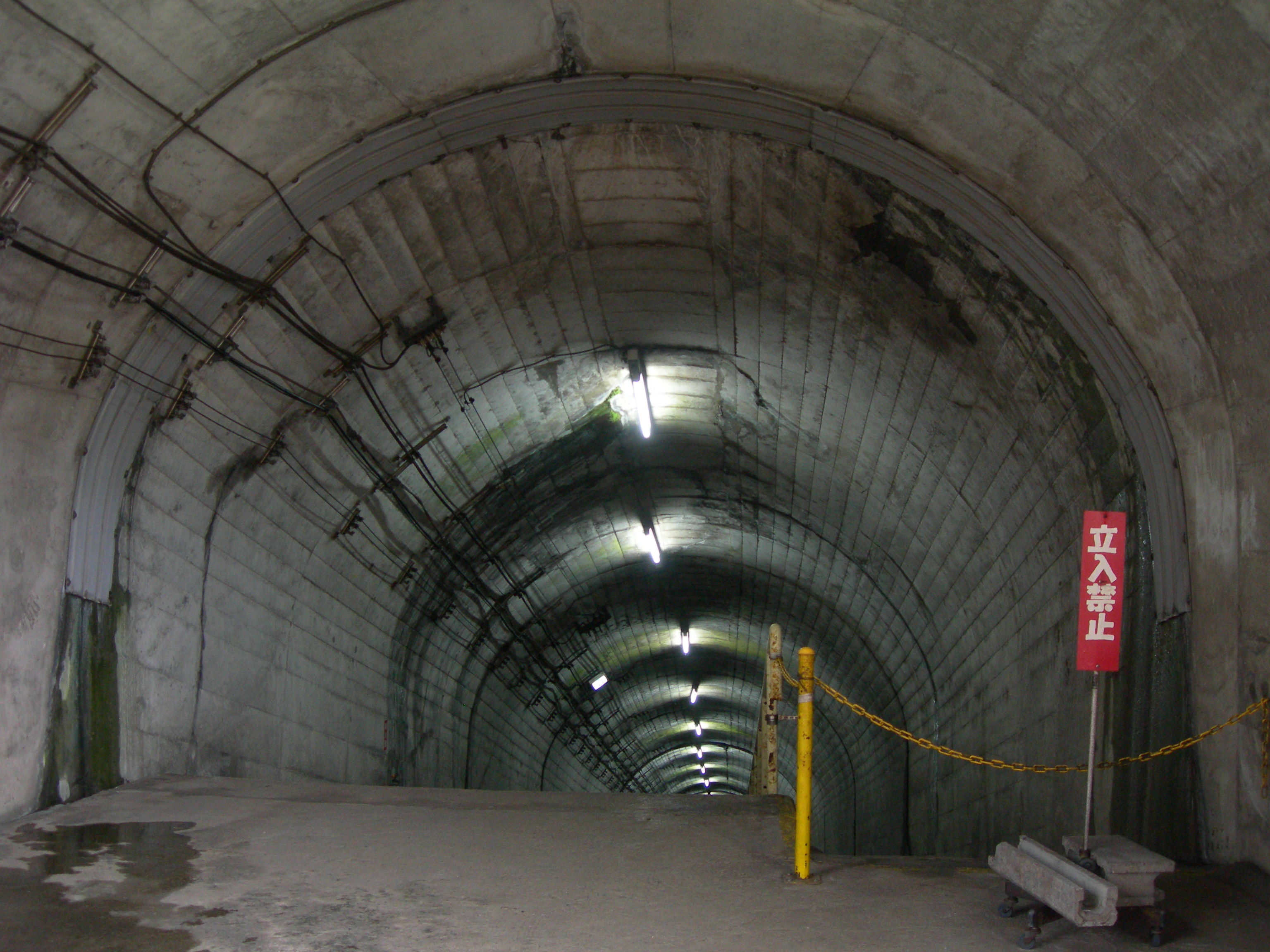
1.風除けの裏にある地上からトンネル内ホームに続く斜坑跡を利用した階段
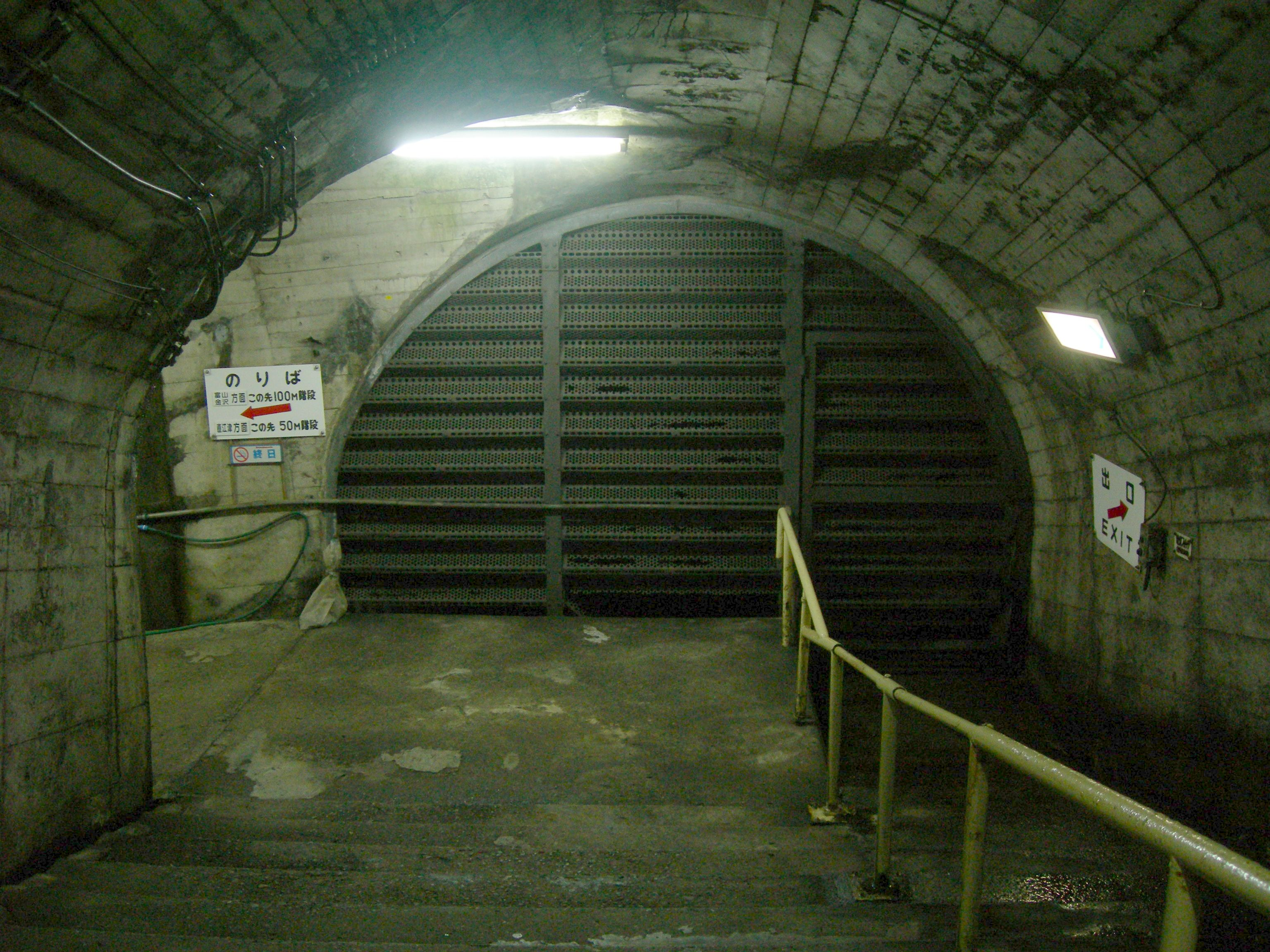
2.通路（これより先の斜坑は封鎖されている）
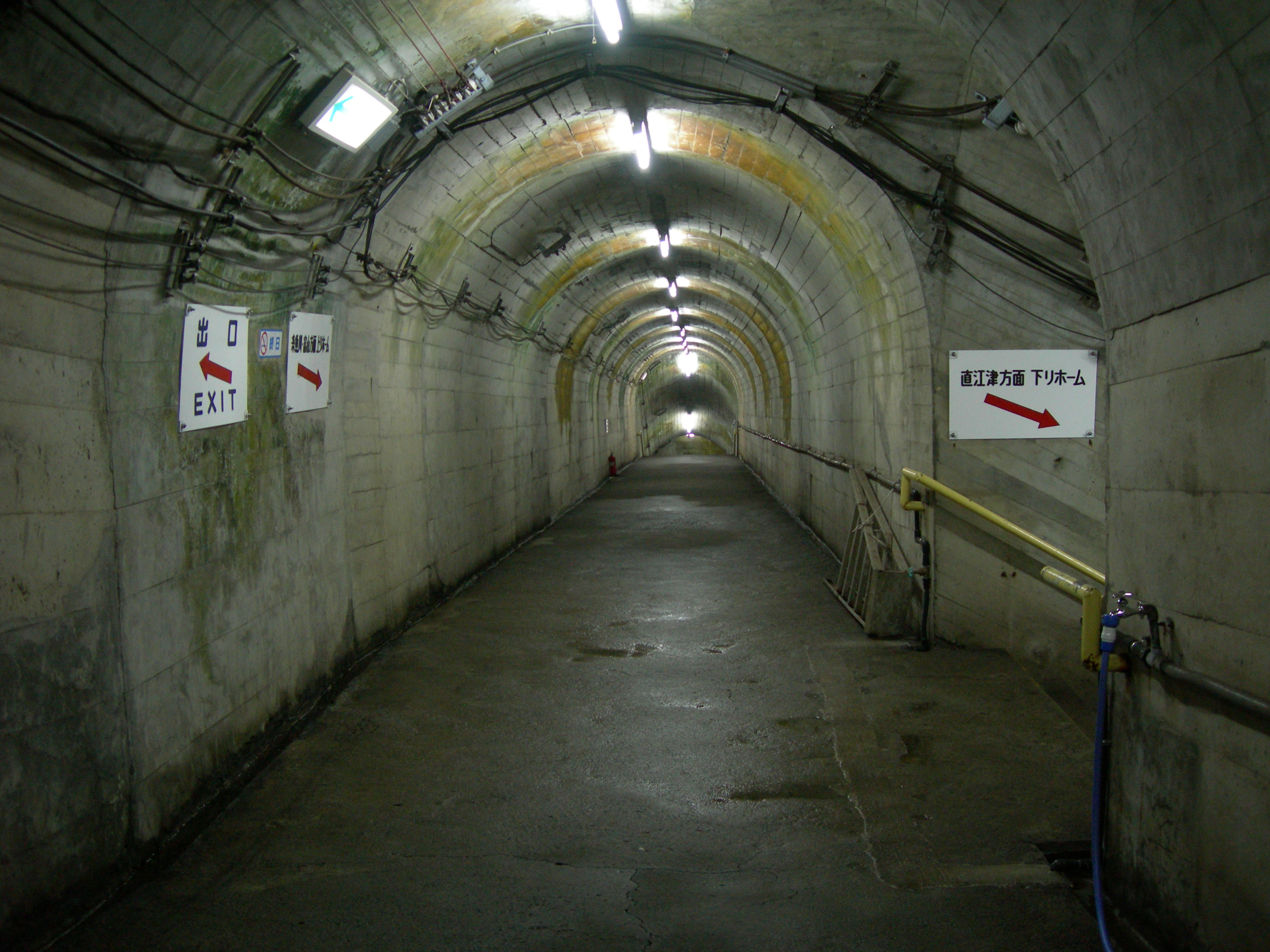
3.上り・下りホームへの分岐点。
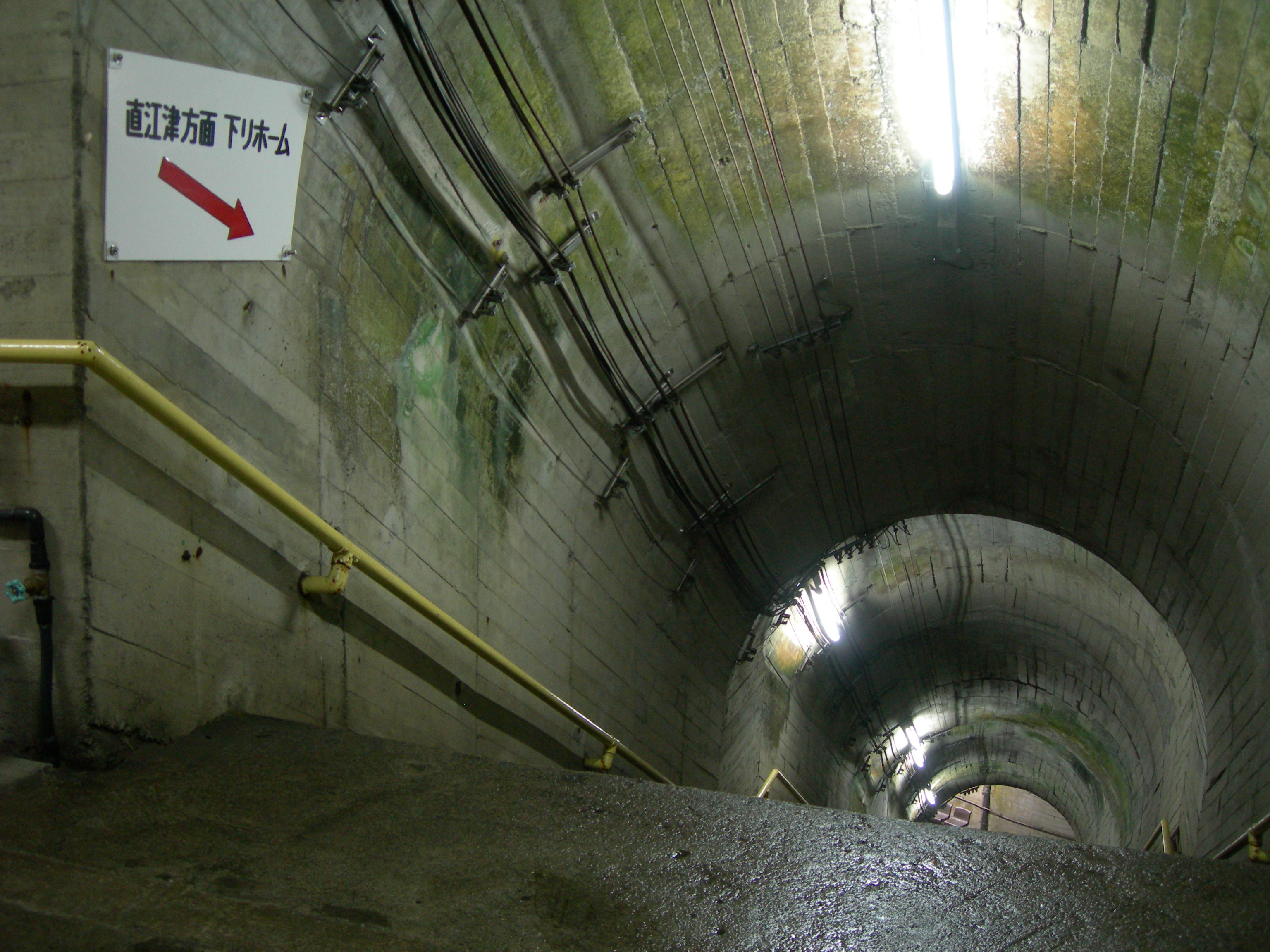
3.下りホームにつながる階段。
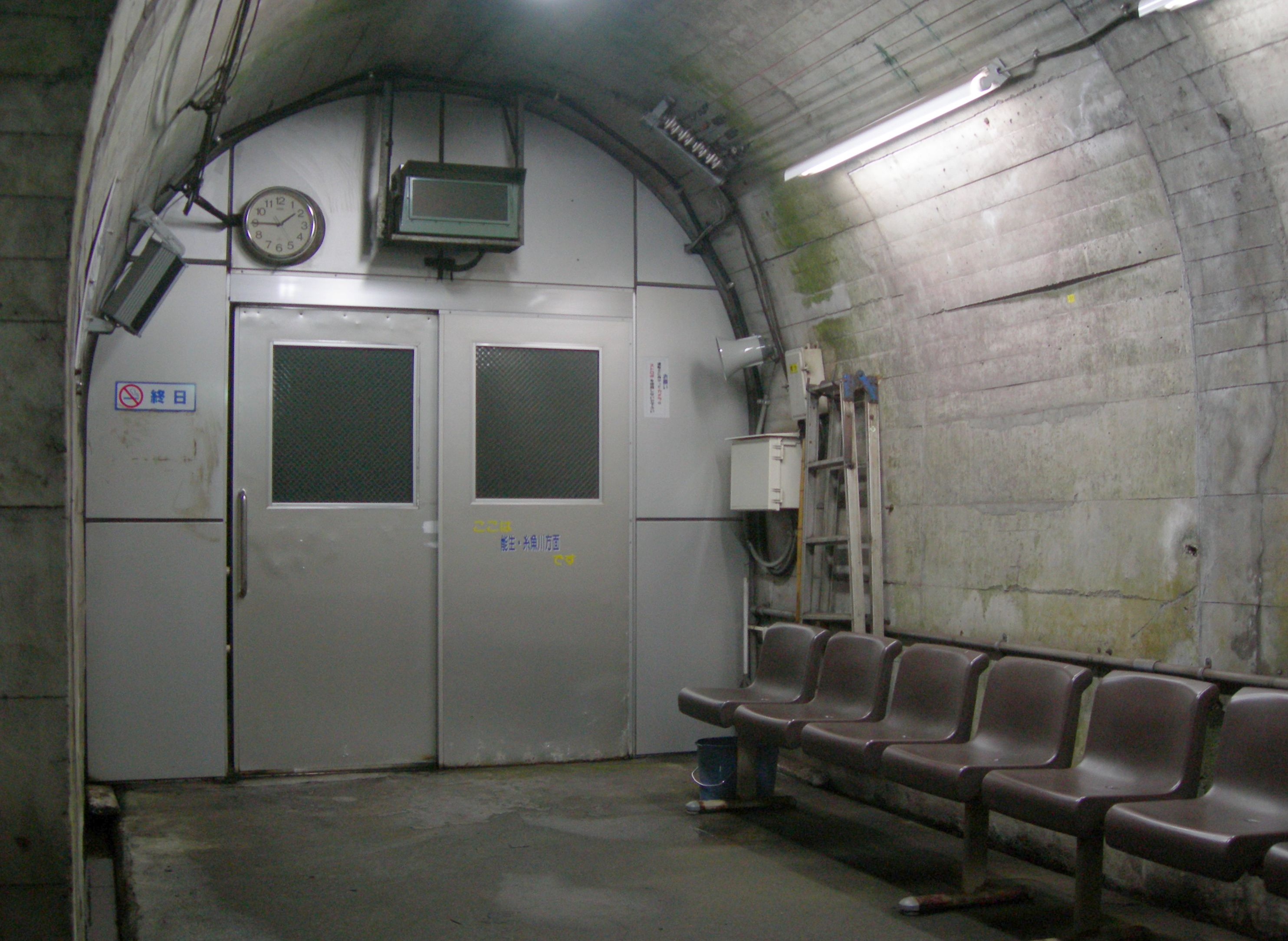
4.待合室。列車接近時は警報音および時計横の表示機が点灯する（上りホーム）。
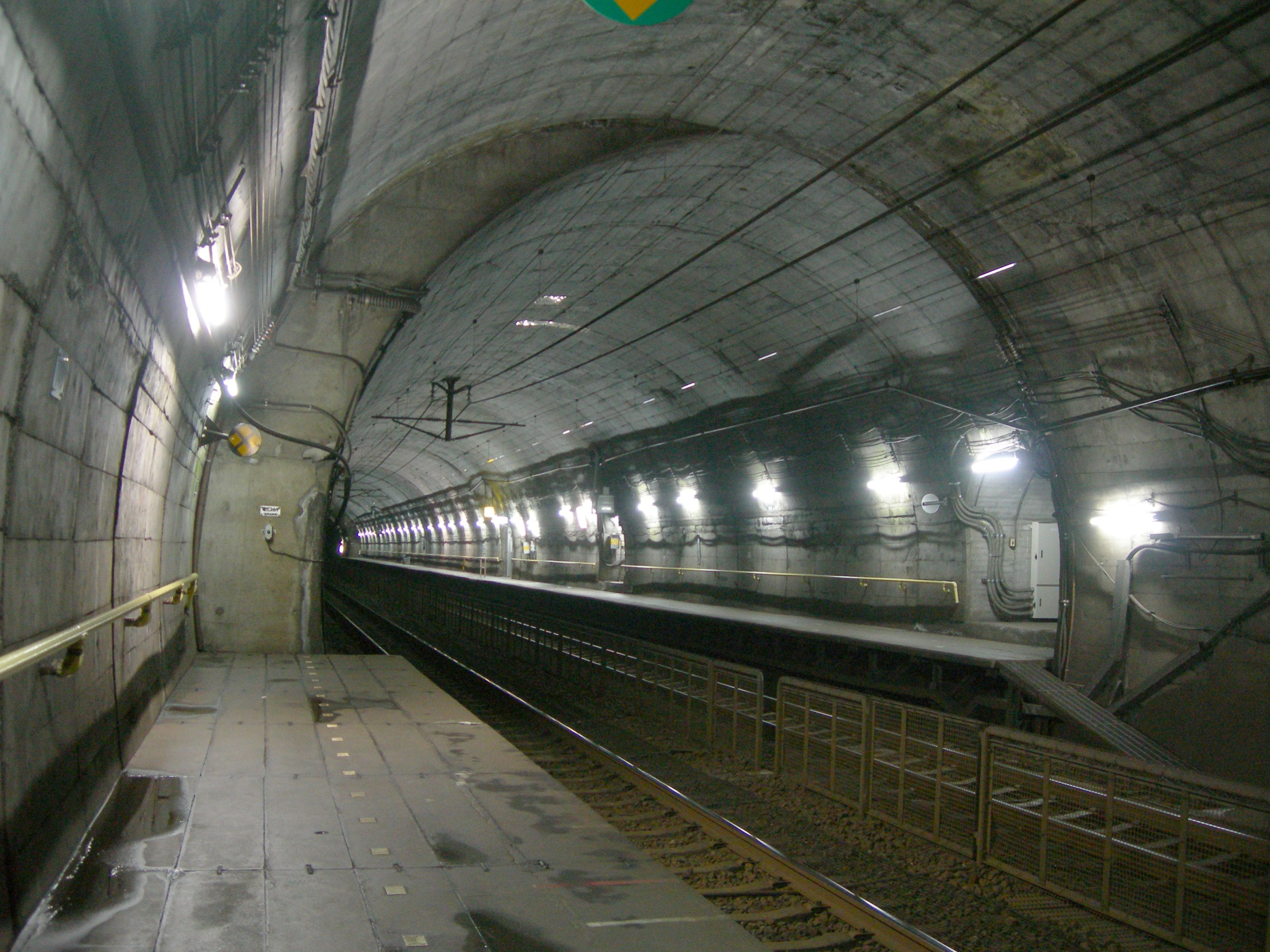
5.トンネル内のホーム。 手前が下り線（直江津方面）、右側が上り線（糸魚川・泊方面）。
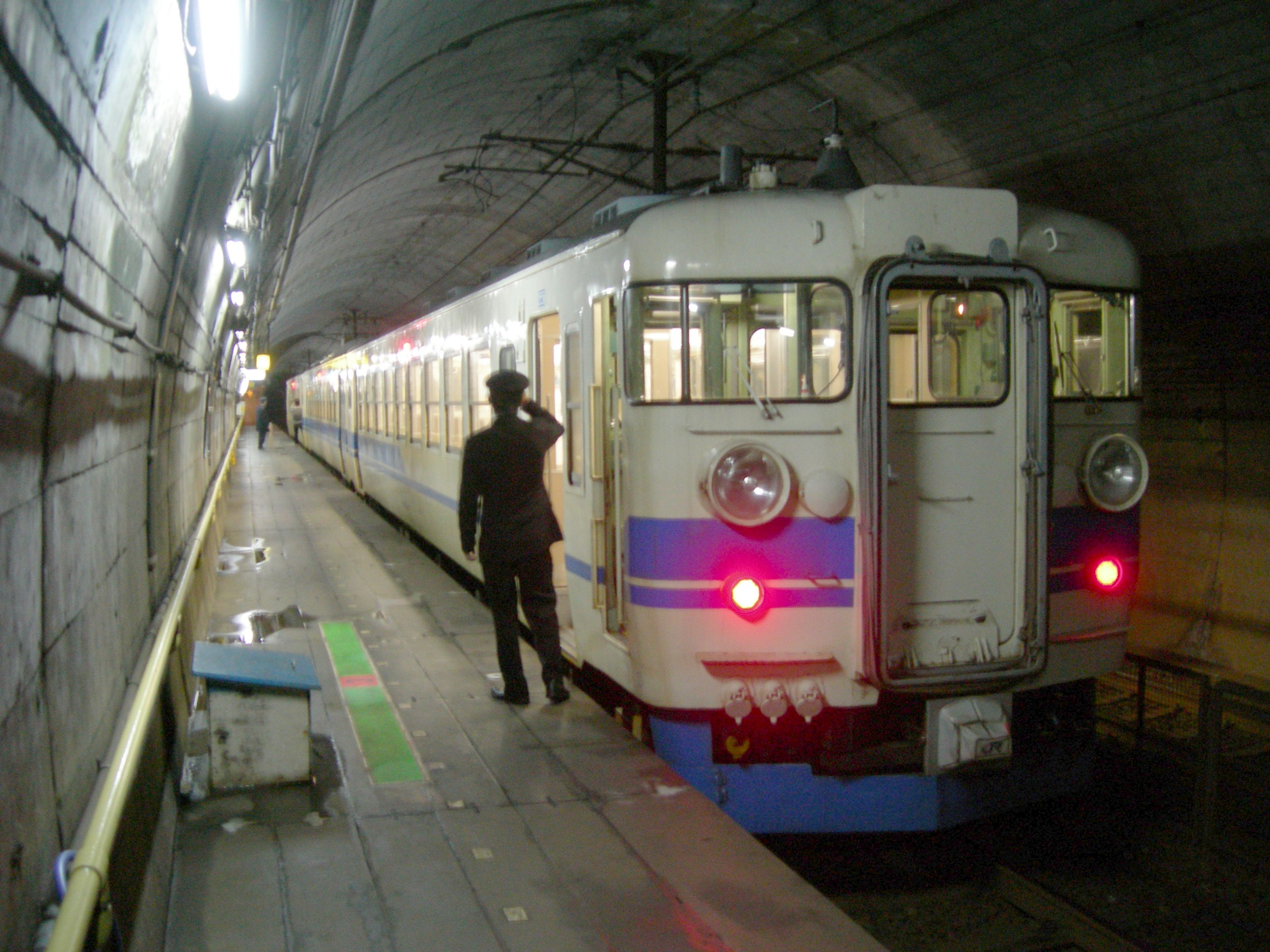
ホームに停車中の普通列車。（JR西日本時代）

### 駅スタンプなど
JR時代には赤い地紋の青春18きっぷ（赤券）を発売していた。特殊な駅構造を反映し、駅スタンプも「日本でも珍しいトンネル地下駅」であった。2007年（平成19年）4月からは入場券購入者に対し、絵はがき状の「入坑・入場証明書」を希望者に配布している。これらはえちごトキめき鉄道移管後も無人化まで継続されていた。
無人化後は、来駅記念入場券を糸魚川駅・能生駅・直江津駅の各窓口で販売している。

## 利用状況
2023年（令和5年）度の1日平均乗車人員は11人である。
近年の1日平均乗車人員の推移は下記の通り。
| 年度   | 1日平均 乗車人員 |
| ------ | ---------------- |
| 2004年 | 68               |
| 2005年 | 67               |
| 2006年 | 62               |
| 2007年 | 57               |
| 2008年 | 59               |
| 2009年 | 60               |
| 2010年 | 49               |
| 2011年 | 46               |
| 2012年 | 42               |
| 2013年 | 39               |
| 2014年 | 37               |
| 2015年 | 29               |
| 2016年 | 28               |
| 2017年 | 23               |
| 2018年 | 19               |
| 2019年 | 15               |
| 2020年 | 16               |
| 2021年 | 17               |
| 2022年 | 16               |
| 2023年 | 11               |

## 駅周辺

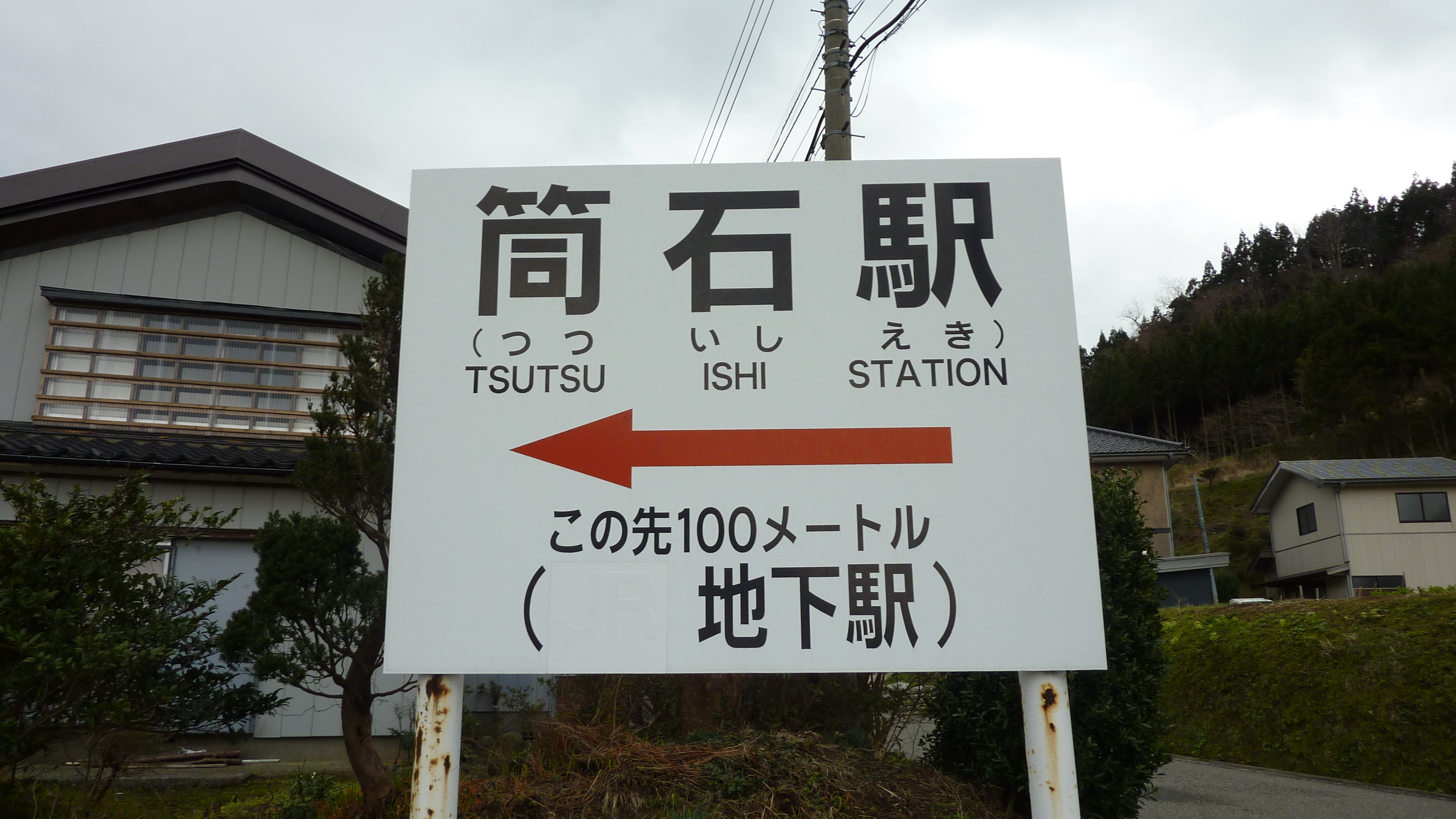
筒石駅の入口を示す看板（2016年3月）

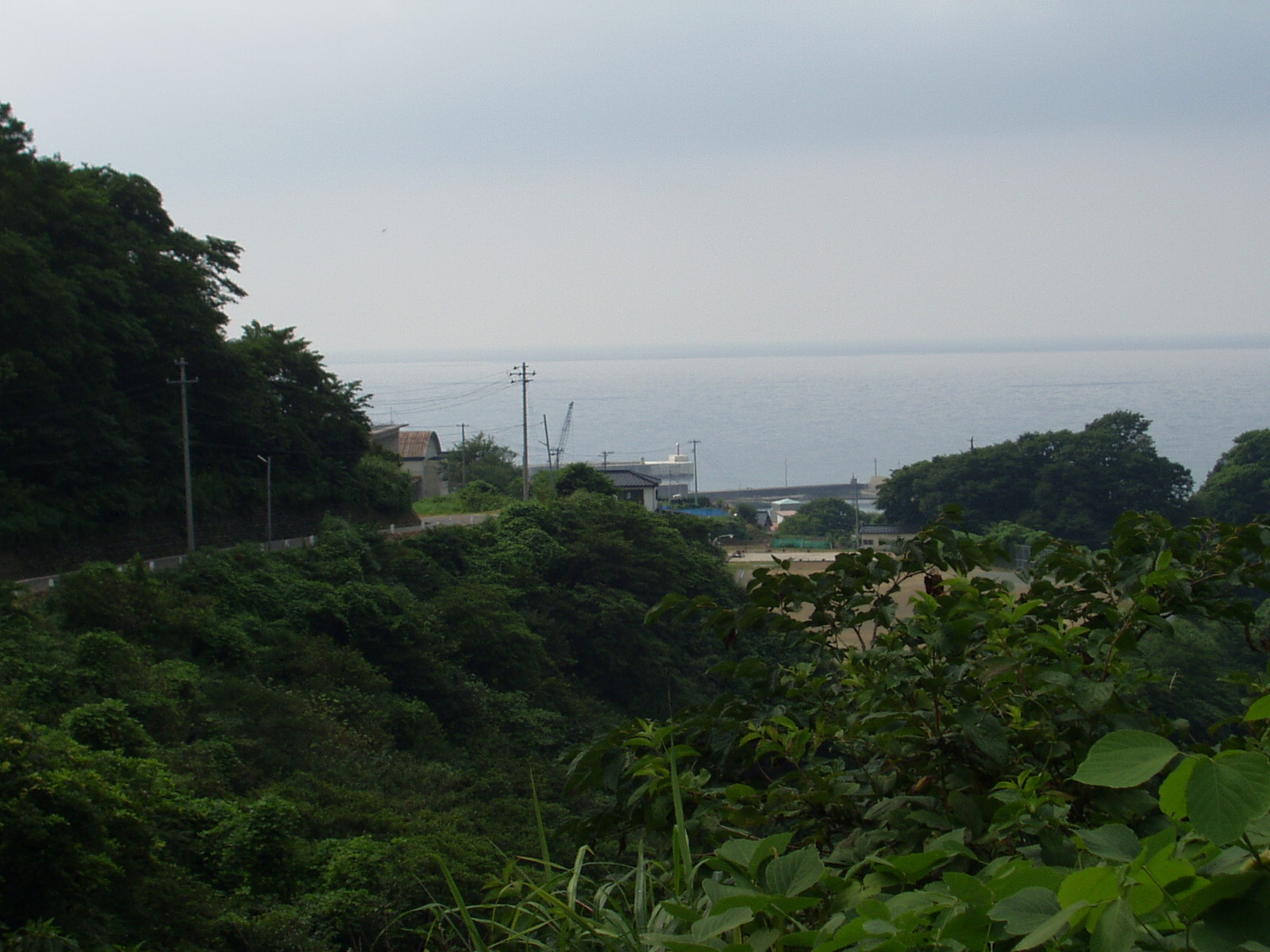
北陸自動車道高架下より筒石漁港方面を望む

上述の経緯から筒石駅は旧駅、新駅とも行政区画上の筒石に設置されたことなく、筒石地区からは離れている。現在駅の周辺にも人家はあるが、駅から筒石の漁村集落までは500mほど坂道を進む必要がある。
筒石の集落には小学校や郵便局がある。また筒石の海辺には国道8号が所在する。
旧駅の跡地には石碑が建っている。

### バス路線
「磯部小学校入口」停留所にて、下記の路線バスが発着する。
- 頸城自動車 32 能生線
  - 能生案内所 / 労災病院前
- 糸魚川バス 16 仙納線
  - 能生中学校 / 仙納

## 隣の駅
えちごトキめき鉄道
■日本海ひすいライン
能生駅 - 筒石駅 - 名立駅